# Kalugyerica (Radovis)
Kalugyerica (macedónul: Калуѓерица) település Észak-Macedóniában, a Délkeleti körzetben, a Radovisi járásban.

## Népesség
| Lakosok száma | 684  | 745  | 572  | 708  | 823  | 969  | 812  | 838  | 651  |
|               | 1948 | 1953 | 1961 | 1971 | 1981 | 1991 | 1994 | 2002 | 2021 |

- 2002-ben 838 lakosa volt, akik közül 722 macedón, 88 vlach, 26 török és 2 szerb.